# پراون چائودهاری
 پراون چائودهاری (انگلیسی: Praveen Chaudhari؛ زاده ۳۰ نوامبر ۱۹۳۷ درگذشته ۱۲ ژانویهٔ ۲۰۱۰) یک فیزیک‌دان اهل ایالات متحده آمریکا بود.